# Alexandra Krosney
Alexandra Benjamin Krosney (Los Angeles, 28 gennaio 1988) è un'attrice statunitense.
Il suo ruolo più importante finora è stato quello di Kristin Baxter, nella sitcom della ABC L'uomo di casa.

## Carriera
Altre partecipazioni di Alexandra Krosney a serie televisive includono Bones, Lost, Cory alla Casa Bianca, E.R. - Medici in prima linea, Nikita, Numb3rs, NCIS - Unità anticrimine e la serie animata Transformers: Prime.
Krosney è anche apparsa in alcuni film TV, quali Scrittrice per caso (2006), Nolan - Come diventare un supereroe (2007) e The Last Day of Summer (2007).
L'11 giugno 2012, la TVline.com ha dichiarato che Alexandra Krosney è stata estromessa dal cast de L'uomo di casa a causa di alcune divergenze creative. Il suo ruolo verrà interpretato da Amanda Fuller.

## Filmografia

### Cinema
- Barely Lethal - 16 anni e spia (Barely Lethal), regia di Kyle Newman (2015)

### Televisione
- Family Affair – serie TV, 3 episodi (2003)
- Senza traccia (Without a Trace) – serie TV, 2 episodi (2003-2007)
- E.R. - Medici in prima linea (ER) – serie TV, un episodio (2004)
- Crossing Jordan – serie TV, un episodio (2005)
- I Finnerty (Grounded for Life) – serie TV, un episodio (2005)
- Squadra Med - Il coraggio delle donne (Strong Medicine) – serie TV, un episodio (2005)
- Bones – serie TV, un episodio (2006)
- NCIS - Unità anticrimine (NCIS: Naval Criminal Investigative Service) – serie TV, un episodio (2006)
- Scrittrice per caso (Read It and Weep), regia di Paul Hoen – film TV (2006)
- Numb3rs – serie TV, un episodio (2007)
- Criminal Minds – serie TV, un episodio (2008)
- Cory alla Casa Bianca (Cory in the House) – serie TV, un episodio (2008)
- Lost – serie TV, un episodio (2009)
- Psych – serie TV, un episodio (2009)
- Medium – serie TV, un episodio (2009)
- Nikita – serie TV, un episodio (2009)
- L'uomo di casa (Last Man Standing) – serie TV, 24 episodi (2011-2012)
- Self Promotion, regia di Zach Braff – film TV (2015)
- Aquarius - serie TV, episodio 1x07 (2015)

### Doppiaggio
- Sierra in Transformers: Prime

## Doppiatrici italiane
Nelle versioni in italiano delle opere in cui ha recitato, Alexandra Krosney è stata doppiata da:
- Letizia Ciampa in Psych, CSI - Scena del crimine
- Valentina Mari in Lost
- Rossella Acerbo ne L'uomo di casa
- Emanuela D'Amico in Aquarius